# Enzo, domani a Palermo!
Enzo, domani a Palermo! è un film del 1999, diretto da Daniele Ciprì e Franco Maresco.

## Trama
Il film racconta la storia di Enzo Castagna (che interpreta la parte di se stesso). Enzo è un organizzatore cinematografico siciliano, che ha collaborato con alcuni grandi registi, quali Vittorio De Sica, Pier Paolo Pasolini, Francis Ford Coppola, Giuseppe Tornatore e viene condannato su accusa di un collaboratore di giustizia per aver preso parte ad una rapina organizzata dalla mafia e avvenuta all'ufficio postale centrale di Palermo. Il bottino di 11 miliardi di lire, 9 in contanti e il resto in titoli di credito, è stato rapidamente recuperato dalle forze dell'ordine.